# ميل مي-44
ميل مي-44 هي مروحية ذات نفع أو متعددة الاستخدامات، طُورت من ميل مي-34 وأُنتجت بواسطة ميل موسكو ومكتب التصميم (أو.بي.كي).